# Fuglefængere på Færøerne
Fuglefængere på Færøerne er en dansk dokumentarfilm fra 1950 instrueret af Erik R. Knudsen og efter manuskript af Heine S. Heinesen.

## Handling
Fuglefængere på arbejde og oplæring af næste generation.